# 周懋相
周懋相（？—1621年），字弼甫，号鶴峋，江西吉安府安福縣人，明朝政治人物、進士出身。

## 生平
嘉靖乙丑（1565年）十一月十五日（官年）生。萬曆十六年（1588年）戊子科江西鄉試舉人，十七年（1589年）與兄周懋卿同登己丑科進士，授台州府推官，丁憂歸。二十一年補長沙府推官，風稜峭峻，奸弊剔除，人無敢以私干者。行取南京山東道御史，丁憂去職。三十三年（1605年）十二月擢廣東道御史，巡视皇城，次年巡按雲南，地故叛服不常，懋相至，抚定乱民，糾镇臣，减贡金。事竣，三十五年九月改巡按苏松，業乘传。会罗婺凤寇作乱，吏报至，毅然曰：贼瞷吾行，敢为乱耶！遂驱车反，据曲靖，牒各路兵复嵩明，解河甸围，六诏以宁。四十年升陕西按察司副使，四十四年二月升本省右參政，四十五年九月管临巩道事，四十七年四月升本省按察使兼摄宁镇学政，次年升陕西右布政使。泰昌元年（1620年）十月，擢为都察院右佥都御史、巡抚宁夏赞理军务。天启元年（1621）六月，以病請告歸，尋卒，賜祭葬。

## 家族
曾祖周尚誠。祖周体光，贈推官，加贈刑部主事、员外。父周憲，隆慶進士，官桂林知府、廣東副使。